# Glibc
glibc (GNU C Library — GNU-библиотека) — библиотека Си, которая обеспечивает системные вызовы и основные функции, такие как open, malloc, printf и т. д. Библиотека C используется для всех динамически скомпонованных программ. Она написана Free Software Foundation для операционных систем GNU. glibc выпущена под лицензией GNU LGPL.

## История
Первоначально glibc была написана Роландом Макгратом, работавшим в FSF в 1980-x годах. В феврале 1988 года FSF представил glibc как библиотеку, имеющую почти полную функциональность, требуемую стандартом ANSI C.

### Временный форк glibc
В начале 1990-х годов разработчики ядра Linux создали форк glibc. Этот форк, названный «Linux libc», разрабатывался отдельно в течение нескольких лет, были выпущены версии с 2 до 5.
Когда FSF выпустила в 1996 году glibc 2.0, которая поддерживала IPv6, 64-битный доступ к данным, многопотоковые приложения, совместимость с будущими версиями и более переносимый исходный код, разработчики Linux прервали разработку Linux libc и начали использовать glibc от FSF.
Файл .so последней версии Linux libc имел имя (soname) libc.so.5. Следующая после неё glibc 2.x использовала имя libc.so.6 (на архитектурах Alpha и IA64 вместо этого используется имя libc.so.6.1). Это имя зачастую сокращается до libc6 (например, в имени пакета Debian), следуя обычным соглашениям для библиотек.
По словам Ричарда Столлмана изменения из Linux libc нельзя перенести обратно в glibc, потому что авторство этого кода неясно, а проект GNU очень строго относится к сохранению записей об авторских правах.

### История версий
| Версия        | Дата                        | Примечания | Принятие                                                            |
| ------------- | --------------------------- | --- | ------------------------------------------------------------------- |
| 2.41          | январь 2025                 | Добавлены функции sinpi, cospi, tanpi. |                                                                     |
| 2.40          | июль 2024                   | Частичная поддержка стандарта ISO C23, новая настройка для тестирования программ setuid, улучшенная поддержка 64-битных векторов ARM. |                                                                     |
| 2.39          | январь 2024                 | Из ISO C2X добавлен заголовочный файл stdbit.h. |                                                                     |
| 2.38          | август 2023                 | Добавлены функции strlcpy и strlcat. Поддержка libmvec для ARM64. |                                                                     |
| 2.37          | февраль 2023                | |                                                                     |
| 2.36          | август 2022                 | |                                                                     |
| 2.35          | февраль 2022                | Unicode 14.0, локаль C.UTF-8, перезапускаемые последовательности. Удалена поддержка Intel MPX. | Ubuntu 22.04                                                        |
| 2.34          | август 2021                 | libpthread, libdl, libutil, libanl интегрированы в libc. |                                                                     |
| 2.33          | февраль 2021                | HWCAPS. | Ubuntu 20.04                                                        |
| 2.32          | август 2020                 | Unicode 13.0, атрибут 'access' для улучшенных предупреждений в GCC 10, то есть to «help detect buffer overflows and other out-of-bounds accesses» |                                                                     |
| 2.31          | февраль 2020                | Начальная поддержка стандарта C23. |                                                                     |
| 2.30          | август 2019                 | Unicode 12.1.0, динамический компоновщик принимает аргумент --preload для предварительной загрузки общих объектов, в Linux добавлена функция gettid, поддержка календаря Minguo (Китайская Республика), в локаль ja_JP добавлена новая японская эра, функции выделения памяти не работают если общий размер объекта превышает PTRDIFF_MAX; исправлены CVE-2019-7309 and CVE-2019-9169                                                                                       |                                                                     |
| 2.29          | февраль 2019                | - getcpu wrapper - build and install all locales as directories with files - optimized trigonometric functions - Transactional Lock Elision for powercp64le ABI - posix_spawn_file_actions_addchdir_np and posix_spawn_file_actions_addfchdir_np - popen and system do not run atfork handlers anymore - support for the C-SKY ABIV2 running on Linux - strftime’s default formatting of a locale’s alternative year; the '_' and '-' flags can now be applied to its «%EY» |                                                                     |
| 2.28          | август 2018                 | statx, renameat2, Unicode 11.0.0 |                                                                     |
| 2.27          | февраль 2018                | Оптимизации производительности. Поддержка RISC-V. | Ubuntu 18.04                                                        |
| 2.26          | август 2017                 | Улучшена производительность (per-thread cache for malloc), поддержка Unicode 10 | Ubuntu 17.10                                                        |
| 2.25          | февраль 2017                | Добавлены функции getentropy и getrandom и заголовочный файл <sys/random.h>. | Fedora 26                                                           |
| 2.24          | август 2016                 | Удалены некоторые устаревшие возможности |                                                                     |
| 2.23          | февраль 2016                | Unicode 8.0 | Fedora 24, Ubuntu 16.04                                             |
| 2.22          | август 2015                 | Добавлена библиотека векторных математических функций libmvec. |                                                                     |
| 2.21          | февраль 2015                | Поддержка архитектуры Altera Nios II | Ubuntu 15.04, Debian experimental, Fedora 22                        |
| 2.20          | сентябрь 2014               | | Fedora 21                                                           |
| 2.19          | февраль 2014                | | Ubuntu 14.04, eglibc 2.19 в Debian 8 (Jessie), openSUSE 13, SLES 12 |
| 2.18          | август 2013                 | Улучшена поддержка стандарта ISO C11. Поддержка микроархитектуры Xilinx MicroBlaze и IBM POWER8 | Fedora 20                                                           |
| 2.17          | декабрь 2012                | Поддержка 64-битной архитектуры ARM | Ubuntu 13.04, RHEL 7                                                |
| 2.16          | июнь 2012                   | Поддержка x32 ABI, стандарт ISO C11, SystemTap |                                                                     |
| 2.15          | март 2012                   | | Ubuntu 12.04 и 12.10                                                |
| 2.14          | июнь 2011                   | |                                                                     |
| 2.13          | январь 2011                 | | eglibc 2.13 в Debian 7 (Wheezy)                                     |
| 2.12          | май 2010                    | | RHEL 6                                                              |
| 2.11          | октябрь 2009                | | SLES 11, Ubuntu 10.04, eglibc в Debian 6 (Squeeze)                  |
| 2.10          | май 2009                    | Минимум для LSB 5.0. Начальная поддержка psiginfo. |                                                                     |
| 2.9           | ноябрь 2008                 | | Ubuntu 9.04                                                         |
| 2.8           | апрель 2008                 | | Ubuntu 8.10                                                         |
| 2.7           | октябрь 2007                | | Debian 5 (Lenny), Ubuntu 8.04                                       |
| 2.6           | май 2007                    | |                                                                     |
| 2.5           | сентябрь 2006               | Полная поддержка inotify | RHEL 5                                                              |
| 2.4           | март 2006                   | Стандарт в LSB 4.0, начальная поддержка inotify | SLES 10                                                             |
| 2.3.6         | ноябрь 2005                 | | Debian 4.0 (Etch)                                                   |
| 2.3.5         | апрель 2005                 | | SLES 9                                                              |
| 2.3.4         | декабрь 2004                | Стандарт в LSB 3.0 | RHEL 4 (Update 5)                                                   |
| 2.3.2         | февраль 2003                | | Debian 3.1 (Sarge)                                                  |
| 2.3           | октябрь 2002                | |                                                                     |
| 2.2.4         | июль 2001                   | |                                                                     |
| 2.2           | ноябрь 2000                 | |                                                                     |
| 2.1.1         | март 1999                   | |                                                                     |
| 2.1           | февраль 1999                | |                                                                     |
| 2.0.95        | июль 1998                   | |                                                                     |
| 2.0           | январь 1997                 | |                                                                     |
| 1.90 — 1.102  | май 1996 — январь 1997      | |                                                                     |
| 1.01 — 1.09.3 | март 1992 — декабрь 1994    | |                                                                     |
| 1.0           | февраль 1992                | |                                                                     |
| 0.1 — 0.6     | октябрь 1991 — февраль 1992 | |                                                                     |

## Поддерживаемые архитектуры и ядра
Glibc используется в системах, на которых работает много разных ОС, и на разных архитектурах. Наиболее часто glibc используется на x86-машинах с ОС Linux. Также официально поддерживаются следующие архитектуры: SPARC, Motorola 68k, DEC Alpha, PowerPC, ARM, s390.

## Критика
glibc часто критикуют за её «раздутость» и низкую скорость работы по сравнению с другими прошлыми библиотеками. Поэтому были созданы несколько альтернативных стандартных библиотек языка Си (dietlibc, uClibc, Newlib, musl, Klibc). Также под критику попадает мейнтейнер Ульрих Дреппер и его отношение к ошибкам в Glibc.
В 2009 году в таких популярных дистрибутивах, как Debian, Ubuntu и ArkLinux glibc был заменён на альтернативную библиотеку eglibc, изначально ориентированную на встраиваемые системы. Eglibc — это вариант glibc, более дружелюбно относящийся к приёму сторонних патчей. Однако 18 июня 2014 года один из мэйнтейнеров пакетов дистрибутива Debian объявил об обратной замене библиотеки eglibc на библиотеку glibc.
2024: выявлена критическая уязвимость в GNU C Library (glibc), открывающую возможность для повышения привилегий до уровня root.